# Pyrgus carlinae
Pyrgus carlinae es una especie de mariposa del género Pyrgus, categorizada en la tribu Pyrgini, de la subfamilia Pyrginae. Fue descrita por Jules Pierre Rambur en 1839.

## Descripción
Los machos normalmente cuentan con manchas en la parte superior del ala anterior y otras un poco más oscuras en la superior del ala trasera. La hembra es bastante marrón con pocas manchas en las alas.

## Distribución y hábitat
Se distribuye por Europa: Francia, Suiza, España, Italia, Alemania, Turquía, Andorra y ustria. Suelen habitar en praderas y laderas alpinas a más de 1000 m de altura. También se encuentran en el suelo, en zonas húmedas y la vegetación.